# Saison 3 de Devious Maids
Chronologie
Saison 2 Saison 4
Cet article présente les treize épisodes de la troisième saison de la série télévisée américaine Devious Maids.

## Synopsis de la saison
Trois mois ont passé depuis la fusillade du mariage de Rosie et Spence... Tandis que Rosie se réveille enfin du coma, Carmen a une relation avec un homme marié du nom de Sebastien, Zoila est enceinte de son ex-mari Pablo sans que son fiancé Javier ne sache qu'il n'est pas le père, et Marisol vit désormais seule et décide de monter son agence de domestiques. Les Stappord sont de retour à Beverly Hills pour le meilleur et surtout pour le pire, ils sont accompagnés par leur fille adoptive : Katy, qui se montre très étrange tout comme la manière dont elle a été adoptée. Une nouvelle "maid" arrive également à Beverly Hills : Blanca, la nouvelle bonne des Stappord qui va découvrir un secret qu'elle n'aurait jamais dû découvrir...

## Distribution

### Acteurs principaux
- Ana Ortiz (VF : Véronique Alycia) : Marisol Suarez
- Dania Ramirez (VF : Ethel Houbiers) : Rosie Westmore / Falta
- Roselyn Sánchez (VF : Laëtitia Lefebvre) : Carmen Luna
- Judy Reyes (VF : Julie Turin) : Zoila Diaz
- Rebecca Wisocky (VF : Véronique Borgias) : Evelyn Powell
- Tom Irwin (VF : Pierre-François Pistorio) : Adrian Powell
- Grant Show (VF : Thierry Ragueneau) : Spence Westmore
- Gilles Marini (VF : lui-même) : Sébastien Dussault[1]
- Brianna Brown (VF : Sybille Tureau) : Taylor Stappord[2]
- Brett Cullen (VF : Guy Chapellier) : Michael Stappord
- Nathan Owens (VF : Eilias Changuel) : Jesse Morgan[3]
- Cristián de la Fuente (VF : Philippe Valmont) : Ernesto Falta[4]
- Susan Lucci (VF : Blanche Ravalec) : Genevieve Delatour

### Acteurs récurrents
- Naya Rivera (VF : Valérie Nosrée) : Blanca Alvarez[5]
- John O'Hurley (VF : Michel Prud'homme) : Dr Christopher Neff[6]
- Alec Mapa (VF : Yann Le Madic) : Jerry
- Valerie Mahaffey (VF : Élisabeth Fargeot) : Olivia Rice
- John O'Hurley (VF : Michel Prud'homme) : Dr. Christopher Neff
- Antonio Jaramillo (VF : Emmanuel Gradi) : Hector
- Joy Osmanski (VF : Nadine Girard) : Joy
- Issac Ryan Brown (VF :Aloïs Agaesse-Mahieu) : Deion
- Julie Claire (VF : Rafaèle Moutier) : Gail Fleming
- Elizabeth Rodriguez (VF : Dorothée Pousséo) : Josefina Mercado
- Grecia Merino (VF : Clara Quilichini) : Katy Stappord / Violeta
- Travis Quentin Young (VF : Benjamin Gasquet) : Doug

### Invités
- Edy Ganem (VF : Jessica Monceau) : Valentina Diaz
- Drew Van Acker (VF : Emmanuel Garijo) : Remi Delatour
- Justina Machado (VF : Annie Milon) : Reina, la sœur cadette de Zoila
- Michelle Hurd (VF : Laurence Charpentier) : Jacklyn Dussault

## Liste des épisodes

### Épisode 1:Une belle jambe
Awakenings
- États-Unis : 1er juin 2015 sur Lifetime[7]
- France :
  - 11 octobre 2015 sur Téva
  - 21 mars 2016 sur M6

### Épisode 2:La Cravache infatigable
- États-Unis : 8 juin 2015 sur Lifetime
- France :
  - 11 octobre 2015 sur Téva
  - 22 mars 2016 sur M6

### Épisode 3:La Nuit des morts-vivants
- États-Unis : 15 juin 2015 sur Lifetime
- France :
  - 18 octobre 2015 sur Téva
  - 22 mars 2016 sur M6

### Épisode 4:Un coup de main
- États-Unis : 22 juin 2015 sur Lifetime
- France :
  - 18 octobre 2015 sur Téva
  - 23 mars 2016 sur M6

### Épisode 5:L'Explosion d'orchidées
- États-Unis : 29 juin 2015 sur Lifetime
- France :
  - 25 octobre 2015 sur Téva
  - 23 mars 2016 sur M6

### Épisode 6:De l'électricité dans l'air
- États-Unis : 6 juillet 2015 sur Lifetime
- France :
  - 25 octobre 2015 sur Téva
  - 24 mars 2016 sur M6

### Épisode 7:Star system
- États-Unis : 13 juillet 2015 sur Lifetime
- France :
  - 1er novembre 2015 sur Téva
  - 24 mars 2016 sur M6

### Épisode 8:Têtes brûlées
- États-Unis : 20 juillet 2015 sur Lifetime
- France :
  - 1er novembre 2015 sur Téva
  - 25 mars 2016 sur M6

### Épisode 9:My tailor is rich
- États-Unis : 27 juillet 2015 sur Lifetime
- France :
  - 8 novembre 2015 sur Téva
  - 25 mars 2016 sur M6

### Épisode 10:Effet boomerang
- États-Unis : 3 août 2015 sur Lifetime
- France :
  - 8 novembre 2015 sur Téva
  - 28 mars 2016 sur M6

### Épisode 11:Bobo le clown
- États-Unis : 10 août 2015 sur Lifetime
- France :
  - 15 novembre 2015 sur Téva
  - 28 mars 2016 sur M6

### Épisode 12:Bas les masques
- États-Unis : 17 août 2015 sur Lifetime
- France :
  - 15 novembre 2015 sur Téva
  - 29 mars 2016 sur M6

### Épisode 13:Anatomie d'un meurtre
- États-Unis : 24 août 2015 sur Lifetime
- France :
  - 22 novembre 2015 sur Téva
  - 29 mars 2016 sur M6